# Academia Piauiense de Letras
A Academia Piauiense de Letras (APL) é uma instituição fundada em 30 de dezembro de 1917. Sua sede está localizada em Teresina, capital do estado brasileiro do Piauí.

## História

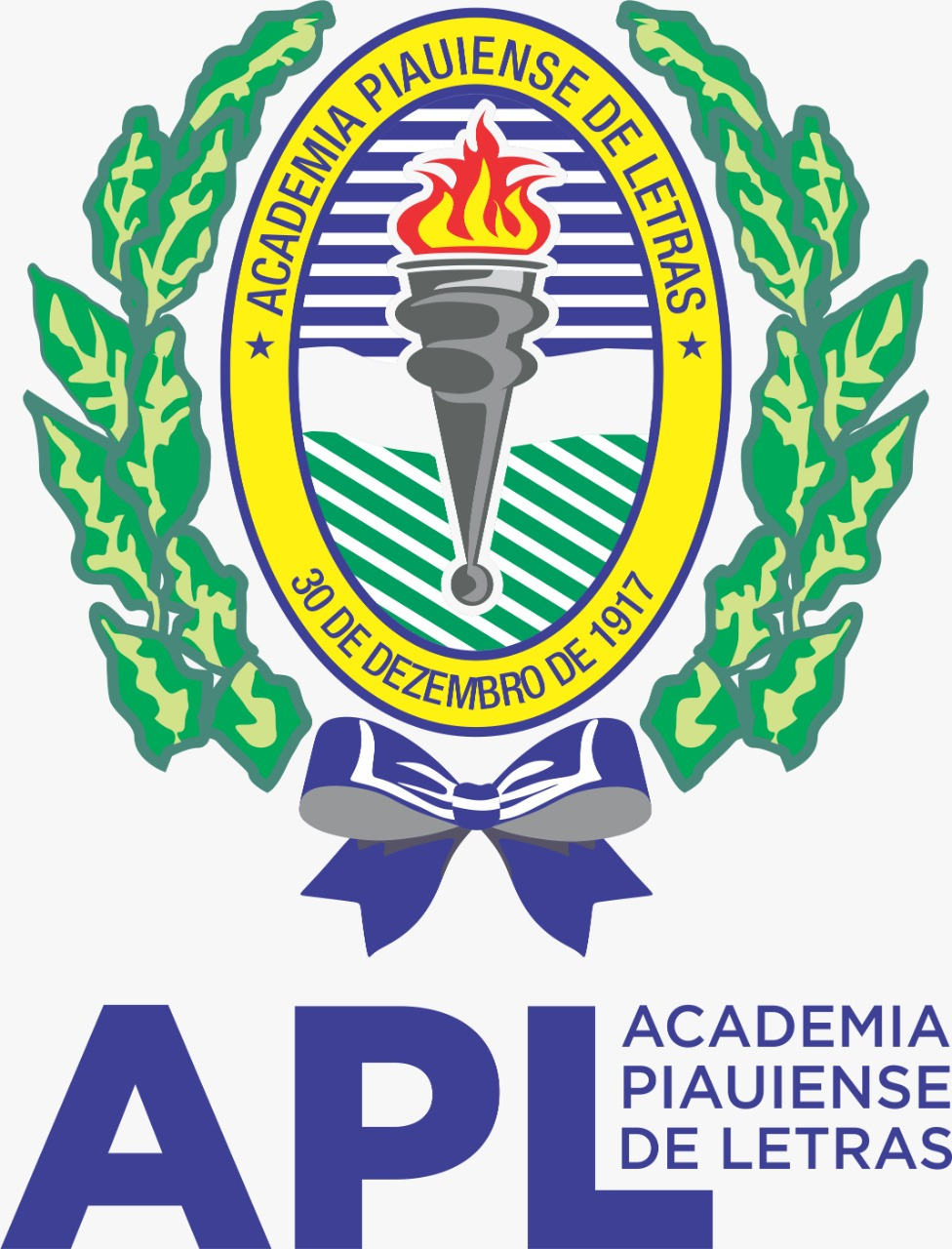
logomarca da gestão Zózimo Tavares como presidente da Academia Piauiense de Letras, inspirada no brasão da instituição.

Nasceu com a ideia de organizar um grêmio literário, tendo por fim a cultura da língua e o desenvolvimento da literatura piauiense.
Edita a Revista da Academia Piauiense de Letras.

## Composição

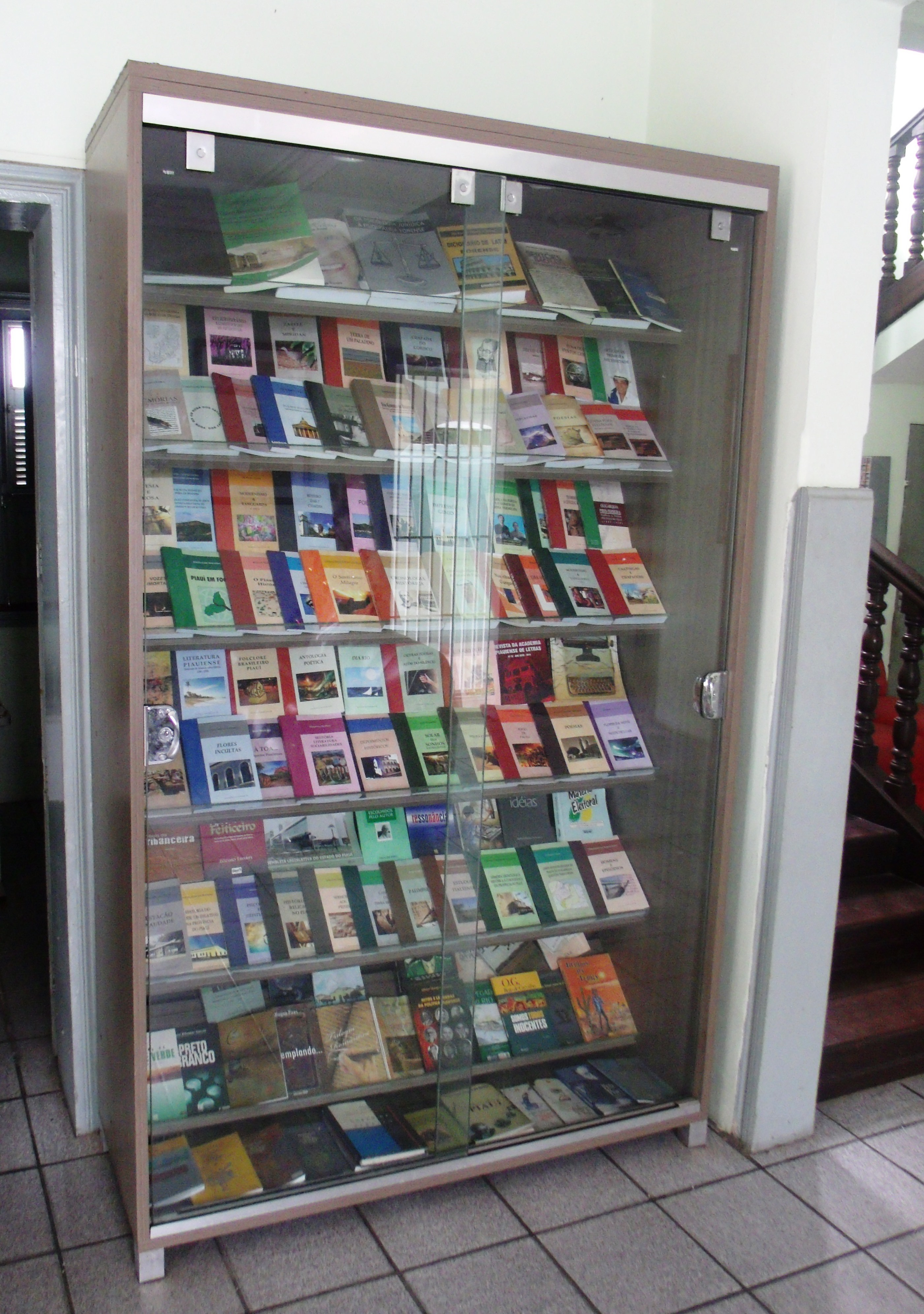
Expositor com obras dos membros na entrada da APL.

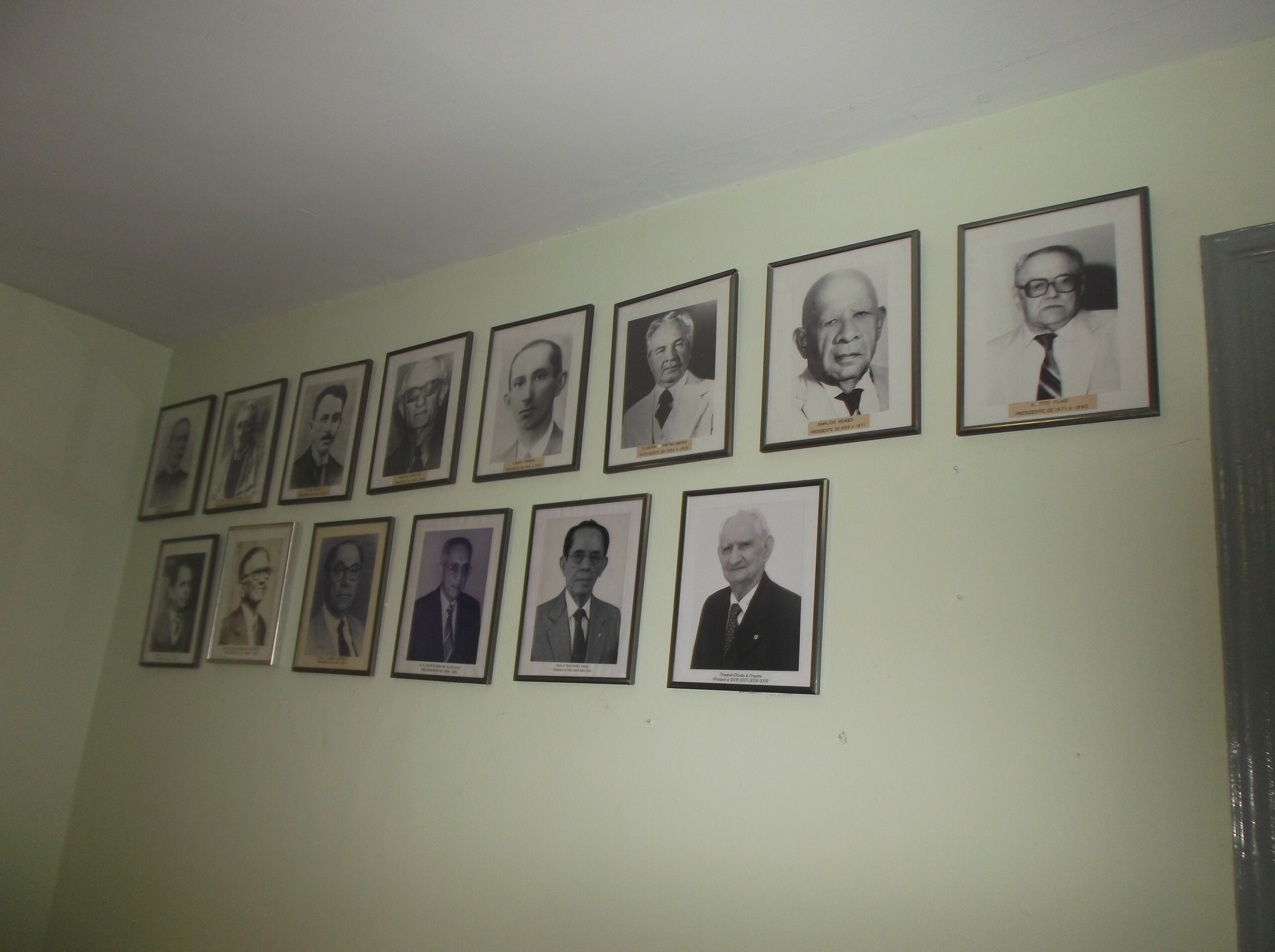
Presidentes da APL.

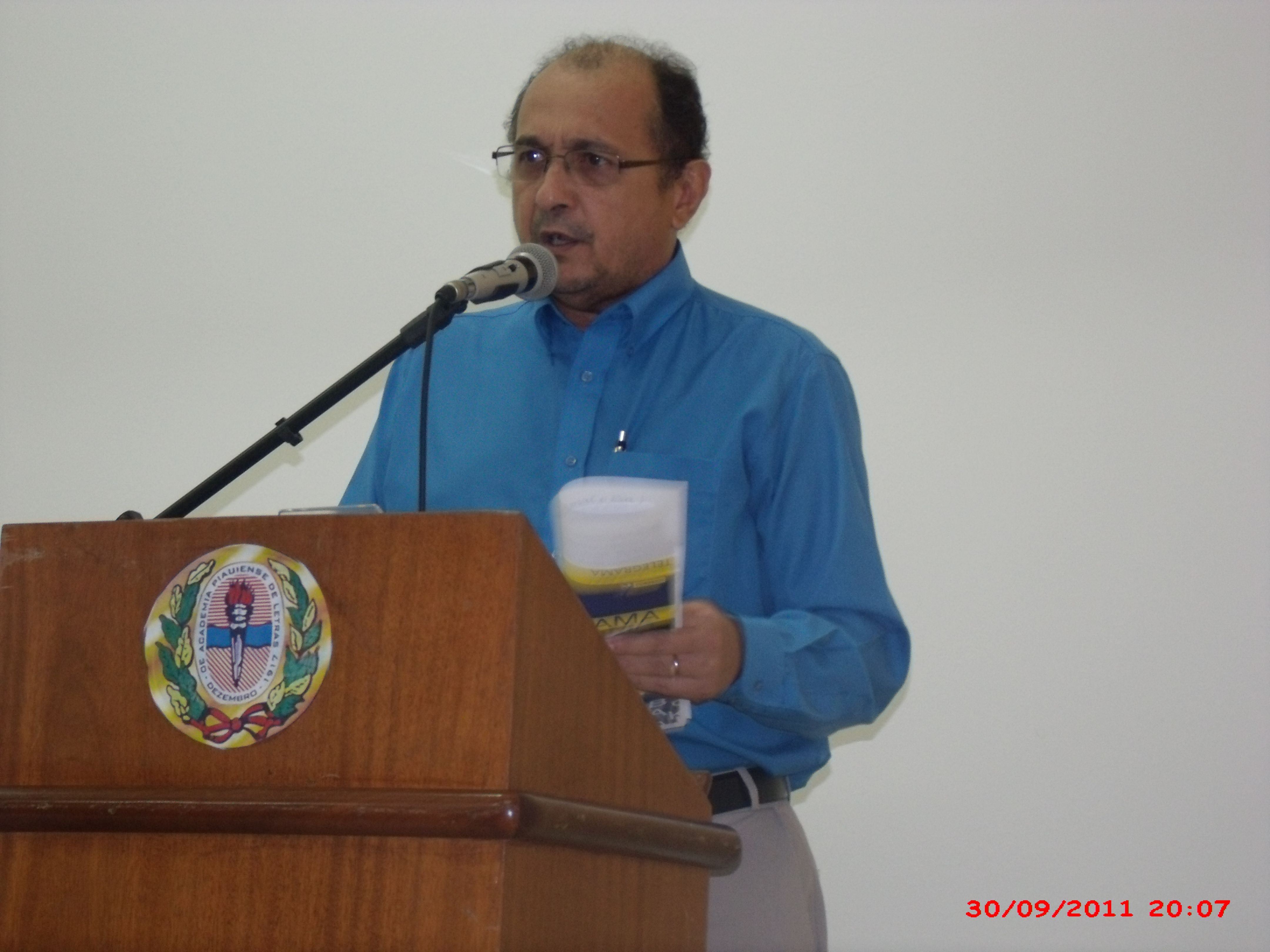
Elmar Carvalho, titular da cadeira 10

Este é a lista dos atuais ocupantes das 40 cadeiras da academia:
| Cadeira | Ocupante                                      |
| 1       | Antônio Fonseca dos Santos Neto               |
| 2       | Jônathas de Barros Nunes                      |
| 3       | Plínio da Silva Macedo                        |
| 4       | Wilson Nunes Brandão                          |
| 5       | Oton Mário José Lustosa Torres                |
| 6       | Maria do Socorro Rios Magalhães               |
| 7       | Humberto Soares Guimarães                     |
| 8       | Francisco Miguel de Moura                     |
| 9       | Hugo Napoleão do Rego Neto                    |
| 10      | José Elmar de Melo Carvalho                   |
| 11      | José Ribamar Garcia                           |
| 12      | Wellington Dias                               |
| 13      | Pedro da Silva Ribeiro                        |
| 14      | Altevir Soares de Alencar                     |
| 15      | Cid de Castro Dias                            |
| 16      | José Wellington Barroso de Araújo Dias        |
| 17      | Francisco Valdeci de Sousa                    |
| 18      | José Itamar Abreu Costa                       |
| 19      | Alcenor Rodrigues Candeira Filho              |
| 20      | Raimundo José Airemoraes Soares               |
| 21      | Dilson Lages Monteiro                         |
| 22      | Antônio Soares Barbosa                        |
| 23      | Teresinha de Jesus Mesquita Queiroz           |
| 24      | Niède Guidon                                  |
| 25      | Dagoberto Ferreira de Carvalho Júnior         |
| 26      | Magno Pires Alves Filho                       |
| 27      | Reginaldo Miranda da Silva                    |
| 28      | Moisés Ângelo de Moura Reis                   |
| 29      | Afonso Ligório                                |
| 30      | Álvaro dos Santos Pacheco                     |
| 31      | Homero Ferreira Castelo Branco Neto           |
| 32      | Felipe Mendes de Oliveira                     |
| 33      | Nelson Nery Costa                             |
| 34      | Zózimo Tavares Mendes                         |
| 35      | Maria Nerina Pessoa Castelo Branco            |
| 36      | Climério Ferreira                             |
| 37      | Heitor Castelo Branco Filho                   |
| 38      | Carlos Evandro Martins Eulálio                |
| 39      | Celso Barros Coelho                           |
| 40      | Fides Angélica de Castro Veloso Mendes Ommati |